# Повія (фільм, 1961)
«Пові́я» (рос. «Гулящая») — український радянський художній фільм-драма 1961 року за мотивами однойменного роману Панаса Мирного «Повія» (1883 рік). Режисер: Іван Кавалерідзе. Четверта велика роль Людмили Гурченко після фільму «Карнавальна ніч». Фільм знятий на чорно-білу плівку.

## Сюжет
Розповідь про трагічну долю української селянської дівчини Христини (Людмила Гурченко). Її батько, повертаючись з міста, куди ходив дістати грошей, щоб заплатити податки, замерзає по дорозі (стоїть зима). Христина ж полюбилася синові місцевого багатія. Лицемірством і обманом випровадив багач Христину з села, і віддав у найми своєму приятелеві купцеві Загнибіді, що живе в місті. Той, захопившись Христиною, вбиває свою дружину, а дівчину, сунувши п'ятдесят карбованців за мовчання, відправляє назад у село. Незабаром Христину звинувачують у співучасті у вбивстві. Хоча її вину й не було доведено, але всі спроби влаштуватися на роботу були марні.
Тим часом помирає її мати. Незабаром на ринку Христина зустрічає свою землячку, Марину, яка почала працювати в місті за наймом ще раніше. Там — на цьому ж ринку — Христину наймає покоївкою Антон Петрович Рубець. У будинку нового господаря вона закохується в квартиранта, який її спокушає. Заставши Христю, яка виходить вночі з кімнати квартиранта, господиня, що теж була коханкою квартиранта, з ганьбою виганяє Христину з дому, а квартирант при цьому абсолютно байдужий до долі Христини. Після цього про ганьбу Христини дізнається все місто, і вона не може отримати роботу в жодному будинку. Притулком нещасної жінки стала кав'ярня «Шантан», де спустошена й позбавлена сенсу в житті, Христина, разом з такою ж знедоленою подругою Мариною, розважала ситу, байдужу до її долі публіку. Один з відвідувачів кафе умовляє її поїхати до нього в маєток, де Христина й живе цілком щасливо деякий час, поки «тато» не запропонував їй переспати з генералом, який може посприяти у судовій справі проти цього поміщика. Обурена й розгнівана Христя тікає від нього, не взявши нічого з його дарунків.
Під кінець Христя бродить по місту в п'яному тумані. Зустрівши подругу Марину, яка затягує її в шинок, вирішує йти додому в село. Христя вже не в собі: нещастя і жорстокість людей підірвали її психічне здоров'я. На дворі — зима. Христя доходить до свого села вночі. Мете хуртовина. Вона стукає в одну з хат, просить впустити переночувати, не дати замерзнути на вулиці. Це хата того самого багатія, який з самого початку обманом спровадив її в наймички. Христю не впускають, і вона замерзає насмерть.

## У ролях
- Людмила Гурченко — Христина
- Маргарита Гладунко — Марина, односельчанка Христі, що живе в місті
- Микола Козленко — Лука Федорович Довбня; скрипаль-п'яниця, закоханий у Марину
- Василь Векшин — Григорій Петрович Проценко, квартирант других господарів Христини в місті
- Микола Пішванов — Грицько Супруженко
- Павло Шкрьоба — Колесник
- Степан Шкурат — Кирило, слуга в маєтку Колесника
- Георгій Бабенко — Антон Петрович Рубець другий господар Христі
- Н. Маркіна — Пистина Іванівна друга господиня Христі, дружина Рубця
- Олександр Гумбург — Книш
- Петро Міхневич — Петро Лукич Загнибіда, колишній сільський писар, живе в місті, займається комерцією
- Віра Родіонова — Пріська
- Ганна Ніколаєва — Марія Іванівна, куховарка-прислуга других господарів Христі
- Леонід Данчишин — Федір, коханий Христі в селі, син заможного селянина
- Людмила Татьянчук — Горпина
- В епізодах: Олексій Биков, В. Пазич, Анатолій Гриневич, Є. Верещинська, Олександра Соколова, Кость Кульчицький, Микола Блащук, Володимир Лебедєв, Іван Матвєєв, Ростислав Івицький, Таїсія Литвиненко (епізод, в титрах немає)

## Знімальна група
- Сценарій: Надія Капельгородська
- Режисер-постановник: Іван Кавалерідзе
- Оператор-постановник: Володимир Войтенко
- Художник-постановник: Микола Рєзник
- Режисери: М. Афанасьєва, Л. Ляшенко, М. Мащенко
- Композитор: Борис Лятошинський
- Звукооператори: Натан Трахтенберг, Костянтин Коган
- Грим: Олексій Матвєєв
- Костюми: Катерина Гаккебуш
- Монтаж: Доллі Найвельт
- Редактор: Король Рената
- Комбіновані зйомки:
  - оператор Павло Король
  - художник Михайло Полунін
- Державний оркестр УРСР, диригент: В. Тольба
- Директор картини: Олексій Ярмольський

## Цікавинки
- В оригіналі фільм був знятий українською мовою, згодом - дубльований на російську. Куди зникла українська звукова доріжка - досі невідомо[1].